# ایوتا بابوریان
ایوتا بابوریان (ارمنی: Իվետա Բաբուրյան؛ انگلیسی: Iveta Baburyan) یک بازیگر اهل ارمنستان بود. وی بین سال‌های ۱۹۷۳ تا ۱۹۹۱ میلادی فعالیت می‌کرد.

## زندگی‌نامه
از سال ۱۹۹۰ در ایالات متحده آمریکا زندگی می‌کند.

## گزیده فیلم‌شناسی
از فیلم‌ها یا برنامه‌های تلویزیونی که وی در آن نقش داشته‌است می‌توان به خون اشاره کرد.